# Chiesa di San Luigi Gonzaga (Milano)
La chiesa di San Luigi Gonzaga è una chiesa di Milano, situata in via Don Bosco, 10, nel quartiere Corvetto.

## Storia
La chiesa venne eretta tra il 1892 e 1897 come omaggio in occasione del venticinquesimo anniversario dell'elevazione all'episcopato dell'arcivescovo di Milano Luigi Nazari di Calabiana. Il progetto venne stilato dal parroco di Vergiate, l'architetto don Enrico Locatelli, con la consulenza dell'ing. Antonio Casati.
La prima pietra venne posata dal Nazari di Calabiana il 20 novembre 1892, ma egli morì il 23 ottobre dell'anno successivo e non poté vederne il completamento. La chiesa venne pertanto consacrata dal suo successore alla cattedra episcopale milanese, il cardinale Andrea Carlo Ferrari, con cerimonia che si svolse il 3 luglio 1897.

## Descrizione

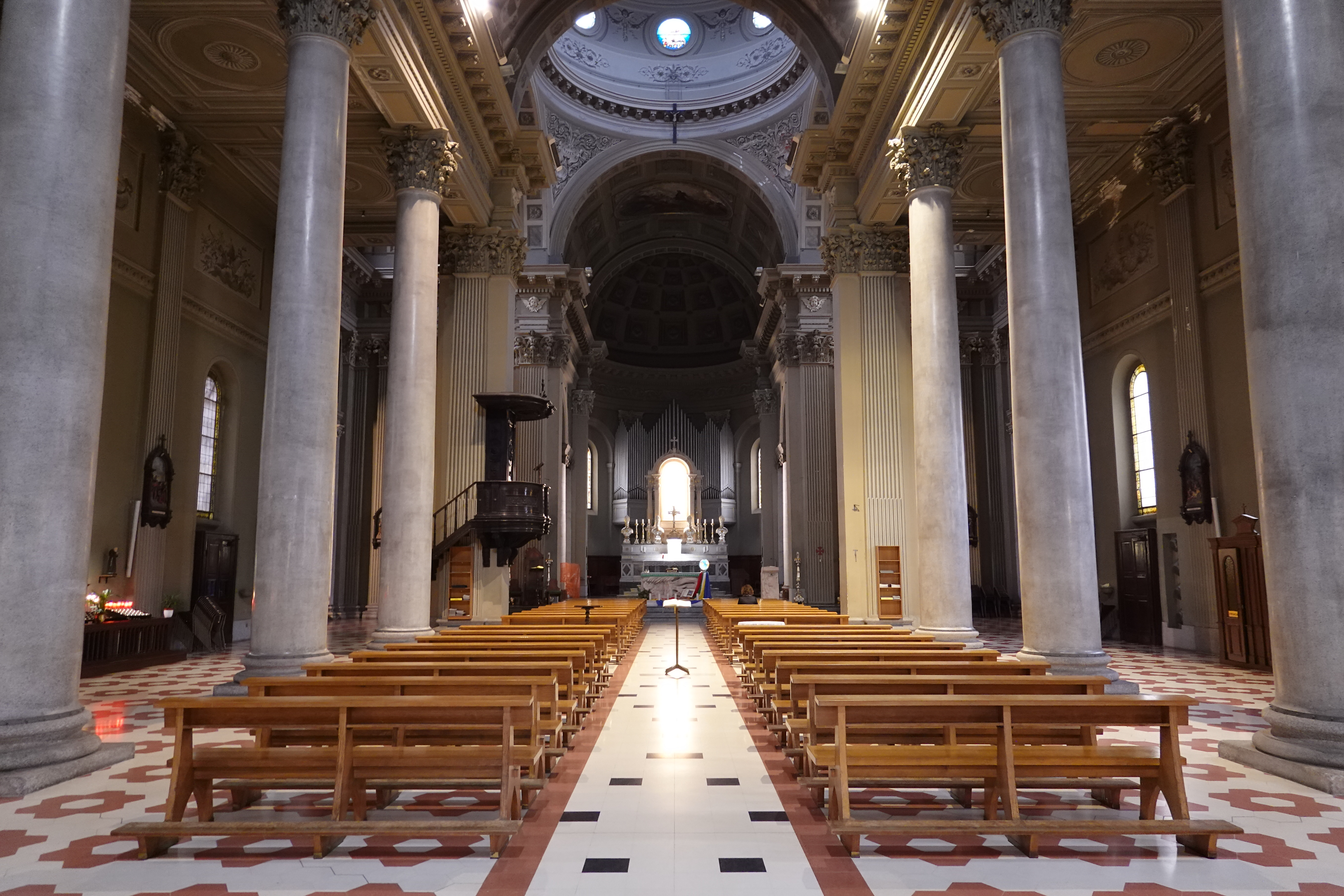
L'interno della chiesa

L'edificio, a pianta basilicale, dispone di tre navate e quella centrale termina con un'abside finestrata. La navata centrale, con volta a botte, è delimitata da colonne in marmo. La facciata ha un corpo centrale aggettante, sorretto da quattro colonne, mentre il campanile, posto a lato della chiesa, è alto 50 metri ed ha una forma eclettica non omogenea.